# بروس غاورز
بروس غاورز (بالإنجليزية: Bruce Gowers)‏ (و. 1940  م) هو مخرج تلفزيوني، ومنتج تلفزيوني، ومخرج أفلام بريطاني، ولد في إنجلترا.

## وصلات خارجية
- بروس غاورز على موقع IMDb (الإنجليزية)
- بروس غاورز على موقع ميوزك برينز (الإنجليزية)
- بروس غاورز على موقع أول موفي (الإنجليزية)
- بروس غاورز على موقع أول ميوزيك (الإنجليزية)
- بروس غاورز على موقع ديسكوغز (الإنجليزية)
- بروس غاورز على موقع قاعدة بيانات الفيلم (الإنجليزية)
- بروس غاورز على موقع كينوبويسك (الروسية)